# Wapen van Doetinchem

Wapen van Doetinchem

Het Wapen van Doetinchem is het wapen van de gemeente Doetinchem. De beschrijving luidt:
"In azuur een dubbelstaartige gekroonde leeuw van goud, getongd en genageld van keel, vergezeld van 3 mispelbloemen van zilver. Het schild gedekt met eene vijfbladerige kroon van goud."

## Geschiedenis
Ter gelegenheid van de hereniging van de gemeenten Stad Doetinchem en Ambt Doetinchem werd in 1920 het oude wapen van Doetinchem bevestigd bij de Hoge Raad van Adel. In het oorspronkelijke wapen werd de Gelderse leeuw wisselend omgewend afgebeeld, tevens wisselend met enkele- of dubbele staart. De mispelbloemen staan echter al in de oudste afbeeldingen weergegeven met als schildhoudster Catharina van Alexandrië, tevens het schutspatroon van de stad. De mispelbloemen zijn afkomstig van het oude wapen van het Graafschap Gelre.

## Bron
- Gemeentewapens, Jaarboek Achterhoek en Liemers 1982. Oudheidkundige vereniging "De Graafschap" Uitgave Walburg pers.